# Mont Watkins
Le mont Watkins est une formation granitique située sur le bord nord-ouest du canyon Tenaya, dans le parc national de Yosemite, en Californie. Son sommet se situe à 2 591 mètres d'altitude.
En 1964, Warren Harding, Chuck Pratt et Yvon Chouinard, réussissent la première ascension de la face sud du mont Watkins, qui est alors une des dernières grandes parois qui n'a pas été escaladée. Ils réussissent leur ascension au bout d'un marathon de 11 jours leur permettant de gravir les 610 m de la voie.